# Astrid Walenta
Astrid Walenta (* 1964 in Wien) ist eine österreichische Kinderbuchautorin, Performerin und Sängerin.

## Leben
Astrid Walenta wuchs im Burgenland auf. Nach ihrer Schulzeit übersiedelte sie nach Wien, wo sie eine Ausbildung zur Touristik- (Tourismusschulen Modul Wien), und später zur Exportkauffrau (Wirtschaftsuniversität Wien) absolvierte. Nach einigen Jahren im Wirtschaftsleben, unter anderem in Frankreich, wechselte sie in den künstlerischen Bereich. Ab 1994 spielte sie Perkussion, ließ sich zur Clownfrau ausbilden (unter anderem bei Pierre Byland), machte Straßentheater bei diversen Festivals und bildete mit Michaela Obertscheider von 1999 bis 2004 das Kabarett-/Comedy-Duo Das A & O. Sie entwickelte 2002 ein Soloprogramm zu einem Gedicht von Jacques Prévert (le balayeur) unter der Regie von Markus Kupferblum und der Komposition von Lisi Naske und später das mobile Erzähltheater nasreddine zieht durch die stadt mit Theresita Colloredo als Nasreddine.
Ab 1999 widmete sie sich unter anderem dem Werk des russischen Schriftstellers Daniil Charms, dessen Texte sie und Katrin Wölger zu einer Reihe von Kurzfilmen (charmsante miniaturen), Performances und Installationen inspirierten. 2008–2011 unterhielten die beiden einen Daniil Charms Club, mittels dessen sie das Œuvre des Meisters des Absurden verbreiten wollten. 2005 begann die Zusammenarbeit mit Maria Hubinger, aus der bislang vier Kinderbücher hervorgegangen sind. Auf Grundlage der Bücher wurden später in Zusammenarbeit mit Lorenz Raab, Christi Riedl, Emily Smejkal und Marlene Lacherstorfer CDs produziert. Aus der Begegnung mit der in Berlin lebenden Illustratorin Julia Dürr sind seit 2018 zwei Bücher entstanden. Weitere Bücher mit Miniaturtexten von Astrid Walenta folgten mit der Schweizer Illustratorin Svenja Plaas und dem Autor und bildenden Künstler Thomas J. Hauck und der Schauspielerin Nicola Schößler. 
2007–2009 moderierte Astrid Walenta im Wiener Musikverein als Agathe einen musikalischen Zyklus für Publikum ab 4 Jahren.
Seit 2009 ist Walenta die treibende Kraft hinter dem Bandprojekt esmeraldas*taxi (mit Michi Scheed/Gitarre und Emily Smejkal/Kontrabass, bis 2014 Julia Lacherstorfer/Geige). Auf der 2009 unter dem Titel eventuell! erschienenen ersten CD werden Schlager, Chansons und Jazzstandards von Caterina Valente neu interpretiert. 2014 entstand die CD Li*BLiNGSiNG!, auf der Lieblingssongs des Ensembles und erste Eigenkompositionen zu finden sind. 2018 erschien die CD SPRING!, mit Cover-Versionen und eigenen Songs mit den Gastmusikern Ali Angerer, Richard Oesterreicher, Herbie Kopitar und Lorenz Raab. 2024 entwickelt esmeraldas*taxi teilweise in neuer Besetzung (Gernot Hochstöger) das neue Album petit bonheur! mit vorwiegend Eigenkompositionen.
Ihre musikalischen Lesungen hält sie – teils begleitet von Musikern – in Österreich, Deutschland, Südtirol und der Schweiz ab.
Sie ist Mitglied des deutschen Friedrich-Bödecker-Kreises.
Astrid Walenta realisiert vor allem eigene, meist interdisziplinäre Projekte und lebt in Wien, wo sie unter anderem seit 1995 als CliniClownin chronisch und schwer kranke Kinder und Erwachsene betreut.

## Werk / Veröffentlichungen
- ferdinand der affe. Buch, Illustration: Maria Hubinger. Verlag Bibliothek der Provinz, Weitra 2006, ISBN 3-85252-750-3.
- ferdinand der affe. CD, Text/Stimme: Astrid Walenta, Harmonium: Christi Riedl, Trompete/Komposition: Lorenz Raab, Verlag Bibliothek der Provinz, Weitra 2006,  ISBN 978-3-85252-783-3.
- die fische fliegen wieder. Buch, Illustration: Maria Hubinger. Verlag Bibliothek der Provinz, Weitra 2008, Buch ISBN 978-3-85252-938-7.
- die fische fliegen wieder. CD, Text/Stimme/Ukulele: Astrid Walenta, Kontrabass/Stimme: Marlene Lacherstorfer, Verlag Bibliothek der Provinz,Verlag Bibliothek der Provinz, Weitra 2011, ISBN 978-3-99028-021-8.
- eventuell! – esmeraldas*taxi, CD. Gesang: Astrid Walenta, Geige: Julia Lacherstorfer, Gitarre: Michi Scheed, Kontrabass: Emily Smejkal, Verlag Bibliothek der Provinz, Weitra 2009, ISBN 978-3-900000-56-1.
- ferdinand im morgenland. Buch, Illustration: Maria Hubinger. Verlag Bibliothek der Provinz, Weitra 2011, Buch ISBN 978-3-902416-39-1.
- ferdinand im morgenland. CD, Text/Stimme: Astrid Walenta, Harmonium: Christi Riedl, Trompete/Komposition: Lorenz Raab, Verlag Bibliothek der Provinz, Weitra 2011,  ISBN 978-3-85252-188-6.
- LI*BLINGSING! – esmeraldas*taxi. CD. Gesang: Astrid Walenta, Geige: Julia Lacherstorfer, Gitarre: Michi Scheed, Kontrabass: Emily Smejkal, Verlag Bibliothek der Provinz, Weitra 2014, ISBN 978-3-99028-434-6.
- die kleine zitronenfalterin. Buch + CD, Illustration: Maria Hubinger. Verlag Bibliothek der Provinz, Weitra 2015, ISBN 978-3-99028-433-9.
- die kleine zitronenfalterin. CD, Text/Stimme/Ukulele: Astrid Walenta, Gitarre/Stimme: Emily Smejkal, Verlag Bibliothek der Provinz, Weitra 2016, ISBN 978-3-99028-599-2.
- SPRING! – esmeraldas*taxi. CD mit Astrid Walenta, Michi Scheed, Emily Smejkal. Verlag Bibliothek der Provinz, Weitra 2018, ISBN 978-3-99028-735-4.
- zeit stibitzen. Buch mit Notaten von Astrid Walenta und Zeichnungen von Julia Dürr. Verlag Bibliothek der Provinz, Weitra 2018, ISBN 978-3-99028-761-3.
- Madame Fafü. Buch, Text: Astrid Walenta, Illustration: Julia Dürr, kunstanstifter Verlag, Mannheim 2019, ISBN 978-3-942795-76-0.
- flora di albana. Buch, Text: Astrid Walenta, Zeichnungen: Nicola Schößler, Verlag Bibliothek der Provinz, Weitra, 2020, ISBN 978-3-99028-954-9.
- DORT FLIEGT SIE! Buch, Text: Astrid Walenta, Zeichnungen: Svenja Plaas, Verlag Bibliothek der Provinz, Weitra 2023, ISBN 978-3-99126-187-2.
- espressorellen. Buch, Text: Astrid Walenta, Bilder: Thomas Johannes Hauck, Verlag Bibliothek der Provinz, Weitra 2023, ISBN 978-3-99126-057-8.
- flügelverleih für nachtfalter. Buch, Text: Astrid Walenta, Bilder: Maria Hubinger, Verlag Bibliothek der Provinz, Weitra, 2024, ISBN 978-3-99126-056-1
- petit bonheur! - esmeraldas*taxi, Streaming Album, TSB und EAN 9008798661022

## Auszeichnungen
- Kinder- und Jugendbuchpreis der Stadt Wien 2007 für ferdinand der affe[1]
- Grazer Kleinkunstvogel 2000 für Das A&O[2]
- Freistädter Frischling 2000 für Das A&O